# Wuzurgan
Wuzurgan (𐭥𐭰𐭥𐭫𐭢, che significa "notabili" o "Grandi"), che diventa in persiano بزرگان‎, Bozorgān), erano la terza classe delle 4 o 5 classi dell'aristocrazia sasanide. Dopo il crollo dell'Impero sasanide, essi riapparvero sotto la dinastia Dabuyide (o Gabauride).

## Etimologia
Il sostantivo è la forma plurale del termine wuzurg (che significa ”grande, grosso”), che a sua volta derivava dall'antico persiano vazarka, a sua volta proveniente dal sostantivo protoindoeuropeo *weg'- (che significa “fresco, caro, sveglio”).

## Storia
I Wuzurgan sono per la prima volta menzionati nel corso del primo periodo sasanide e compaiono nell'iscrizione di Shapur I a Naqsh-e Rajab. Svolsero un ruolo importante e di spicco nella politica sasanide, e sembra che potessero esprimere una grande influenza. Componenti di alto rango dei Wuzurgan erano presenti nella cerimonia d'incoronazione dei re sasanidi. Ogni volta che insorgeva una disputa circa la scelta di un re sasanide, l'obiettivo dei Wuzurgan era quello di eleggere il re sasanide. Dopo la morte di Hormizd II nel 309, i Wuzurgan elessero suo figlio Shapur II, che all'epoca era ancora nel grembo materno. La morte di Shapur nel 379 contrassegnò l'avvio di una fase lunga 125 anni di conflitto tra i Wuzurgan e i sovrani sasanidi, entrambi in lizza per il potere sull'Iran.
Durante il regno di Yazdegerd I, i Wuzurgan furono trattati malamente, e dopo la morte di questi nel 420, essi tentarono di escludere dalla successione tutti i suoi figli e di eleggere suo nipote Khosrau l'Usurpatore. Ciò nonostante alla fine raggiunsero un'intesa col figlio di Yazdegerd, Bahram V, e lo riconobbero come sovrano dell'Impero sasanide. Dopo la disastrosa campagna militare di Peroz I contro gli Eftaliti, che portò alla morte dell'Imperatore e a quella di numerosi Wuzurgan, suo fratello Balash fu eletto dalla nobiltà nuovo Imperatore. Tuttavia egli era in realtà un Sukhra, un nobile persiano del Casato di Karen, che estese il suo potere su tutto l'Impero. Gli stessi Wuzurgan dovettero rassegnarsi a essere sotto il suo controllo, ma il regno di Balash si rivelò disastroso e fu infine sostituito dal figlio di Peroz, Kavadh I.
Kavadh I, durante il suo regno, prese a praticare il Mazdakismo, una variante dello Zoroastrismo con influenze manichee. I Wuzurgan si affiancarono allora solidalmente con il clero zoroastriano e finirono con l'imprigionarlo nel 496, rimpiazzandolo con suo fratello Jāmāsp. Gushnaspdad, il Kanarang dell'Impero sasanide, più tardi premette sui Wuzurgan e su altri appartenenti dell'aristocrazia perché Kavadh I fosse giustiziato, ottenendo però un rifiuto. Il nipote di Kavadh I, Hormizd I, fortemente avversato dai Wuzurgan e dalle altre famiglie nobili sasanidi, fu deposto nel 590 da un colpo di Stato condotto dai due fratelli Ispahbudhan, Vistahm e Vinduyih, che provvidero a elevare al trono il figlio di Hormizd, Khosrau II. Tuttavia, i Wuzurgan e altri nobili diventarono ostili a Khosrau II, e nel 628 lo deposero in favore del figlio Kavadh II. 
Dopo la morte di Kavadh II, i Wuzurgan elessero il figlio Ardashir III, che era appena un bambino. Durante il suo regno, il suo ministro Mah-Adhur Gushnasp, che faceva parte della classe dei Wuzurgan, era in realtà il vero controllore degli affari dell'Impero. Durante la conquista islamica della Persia, un generale sasanide, Bahman Jadhuyeh, che era a capo di un esercito di 30.000 uomini dei Wuzurgan, sbaragliò gli Arabi musulmani nella battaglia del Ponte (634). Ciò nonostante, gli Arabi seppero riorganizzarsi e sconfissero in numerose battaglia i Sasanidi e dal 651 controllavano ormai del tutto l'Iran occidentale e quasi del tutto quello centrale, mentre quello orientale (Khorasan sarà posto sotto controllo solo a metà dell'VIII secolo.
I Wuzurgan sono menzionati più tardi durante la dominazione del Khurshid dabuyide, allorché furono oppressi (come il resto della popolazione) del Tabaristan dal generale del Khurshid, Karin.
Dopo la caduta della dinastia dei Dabuyidi nel 760, i Wuzurgan non sono più ricordati in alcuna fonte storica.